# مارین شورکو
مارین شورکو (انگلیسی: Marin Šverko؛ زادهٔ ۴ فوریهٔ ۱۹۹۸) بازیکن فوتبال اهل کرواسی است.
از باشگاه‌هایی که در آن بازی کرده‌است می‌توان به باشگاه فوتبال کارلسروهه اشاره کرد.
وی همچنین در تیم‌های ملی فوتبال Croatia national under-17 football team, Croatia national under-18 football team, Croatia national under-19 football team، زیر ۲۰ سال کرواسی، و زیر ۲۱ سال کرواسی بازی کرده‌است.